# كتيلة أطلسية صحراوية
كتيلة أطلسية صحراوية (الاسم العلمي:Chiliadenus antiatlanticus) هي نوع من النباتات تتبع جنس الكتيلة من الفصيلة النجمية.